# 池新田町
池新田町（いけしんでんちょう）は、かつて静岡県小笠郡にあった町である。現在は御前崎市の中心街になっている。

## 地名の起源
江戸初期に、新野村にある新野池を埋め立てて新田にしたため「新野池新田」と呼ばれていたが、新野村から独立する際に「池新田」に改められた。

## 明治以降の移り変わり
1889年10月1日の町村制施行で、池新田・門屋（かどや）・合戸（ごうど）・塩原新田の4村が合併して池新田村となる。当初は城東郡に属していたが、郡の統合によって小笠郡に属した。1940年11月11日に町制施行して池新田町になったが、1955年3月31日，朝比奈村・佐倉村・比木村（ひき）・新野村の4村と合併して浜岡町となった。現在池新田の地名は、大字名のほか、幼稚園、高等学校などの名前として残っている。

## 現在の池新田
御前崎市の中心街で、市の人口の4割近くが集まり、市役所・公会堂のほか、イオンタウン浜岡などの大型商業施設が集まり、市内はもとより牧之原市・菊川市・掛川市南部などからの買い物客も多い。

## 交通

### 鉄道路線
- 堀之内軌道（1923年 - 1935年）
  - 堀之内軌道線
    - 大橋駅 - 苗代田駅 - 池新田駅

- 静岡鉄道
  - 駿遠線
    - 玄保駅 - 遠州佐倉駅 - 桜ヶ池駅 - 池新田駅（本町廃止と同時に浜岡町駅に改称） - 塩原新田駅 - 合戸駅

駿遠線は1948年開業のため、上記2路線は同時に存在していない。

## 出身者
- 篠田治策 - 陸軍軍人
- 篠田次助 - 陸軍軍人
- 丸尾興堂 - 医師
- 丸尾晋 - 医学者
- 丸尾文六 - 政治家